# USS Santa Fe (SSN-763)
Za druga plovila z istim imenom glejte USS Santa Fe.
USS Santa Fe (SSN-763) je jedrska jurišna podmornica razreda los angeles.